# Gangotri (Ort)
Gangotri (Hindi गंगोत्री, Gaṅgotrī) ist ein Ort im Distrikt Uttarkashi des indischen Bundesstaates Uttarakhand. Er befindet sich im Himalaya auf einer Höhe von 3042 Metern. Im Jahr 2011 zählte der Ort 110 Einwohner.
Er ist rund um den der Göttin Ganga geweihten Tempel gruppiert. Der Gurkha-General Amar Singh Thapa ließ ihn Anfang des 18. Jahrhunderts errichten. Die Pilgerstätte wird jeweils am Tag des Lichterfestes Divali geschlossen und erst im Mai wieder geöffnet. In dieser Zeit wird das Abbild der Göttin im zwölf Kilometer weiter flussabwärts gelegenen Dorf Mukhba nahe Harsil aufbewahrt.
Gangotri mit dem Ganga-Tempel und die Quelle des Ganges ist eine von vier Stationen auf dem legendären Char-Dham-Pilgerweg (wörtlich: die vier Wohnsitze).
Der Ganges entspringt als Bhagirathi und wird erst (auf nur noch 472 Meter Höhe) ab Devprayag, wo er sich mit dem Alaknanda vereint, zum Ganges (Ganga). Die Quelle des heiligen Flusses liegt auf über 4.000 Meter Höhe bei Gaumukh und ist nur zu Fuß auf einer 18 Kilometer langen Trekking-Tour von Gangotri aus zu erreichen. Gaumukh bedeutet auf Deutsch „Maul der Kuh“; der Name ist auf die Gletscherhöhle zurückzuführen, aus der der Fluss entspringt.